# Ghost Hound
Ghost Hound (神霊狩/GHOST HOUND Gōsuto Haundo?) este o serie anime, produsă de Production I.G. și Shirow Masamune.Conceptul inițial a fost creat de Shirow în 1987. Premiera a fost joi, 18 octombrie 2007 în Japonia pe canalul WOWOW la 23:30 JTS.

## Subiectul
Seria se desfășoară într-un orășel numit Suiten, aflat într-o zonă montană pe insula Kyūshū și urmează aventura a trei băieți, ale căror copilării au fost schimbate de evenimente traumatizante, care învață să-și transfere spiritele într-o lume paralelă, numită și ”Lumea Nevăzută”. În acest timp, "Lumea Nevăzută” suferă niște schimbări, fantomele apărănd și în lumea reală.

## Personaje

### Personaje principale
Tarō Komori(古森 太郎, Komori Tarō)(Vocea: Kenshō Ono)
Un băiat de 14 ani și personajul în jurul căruia graviteză seria. El și sora lui, Mizuka, au fost răpiți acum 11 ani, pe 2 septembrie, 1996, dar Taro a fost singurul supraviețuitor. De atunci, Taro are O.B.E.-uri (out-of-body experiences) în timpul somnului și obișnuiește să înregistreze ceea ce vede. Adesea caută ajutor la psihologul școlii, pentru a-l ajuta să-și amintească anumite detalii din vise.Dorește să-și întâlnească sora în Kakuriyo (lumea spiritelor) deoarece dorește să o întrebe anumite lucruri. Taro nu reușește să-și amintească fața răpitorului, acesta fiind în memoria lui doar un gigant negru care îi ia sora. Taro este descris ca fiind un băiat politicos și amabil, care își face mai multe griji pentru sănătatea mamei sale decât pentru a lui. După un accident care are loc la altarul familiei Komagusu, Taro descoperă abilitatea de a călători înăuntrul creierului său. Mai târziu află că Miyako este reîncarnarea lui Mizuka, sora lui moartă. Cei trei prieteni descoperă ,de asemenea,că Makoto era adevărata țintă a răpirii, nu Taro și Mizuka.La sfărșitul seriei, acesta descoperă că spiritul surorii sale a fost mereu alături de el.
Makoto Ōgami(大神 信, Ōgami Makoto)(Vocea: Sōichirō Hoshi)
Un băiat aparent tăcut, care evită să intre în contact cu colegii lui și rareori vine la școală. Acesta poate avea O.B.E.-uri la fel ca Taro și Masayuki, dar în timp ce cântă la chitară, acesta fiind hobby-ul lui. Familia lui Makoto este fondatoarea unei credințe, pe care bunica lui Makoto, Himeko, o respectă cu sârguință. În timpul cazului răpirii fraților Komori, bunica lui Makoto le-a spus polițiștilor unde se aflau copii; la scurt timp după eveniment, tatăl lui Makoto s-a sinucis în mod bizar, moartea lui fiind necunoscută. Makoto descoperă accidental corpul tatălui său, ceea ce reprezintă pentru el o experiență traumatizantă;ca urmare a acestui fapt, băiatul dorește să afle mai multe despre moartea tatălui său. Pe durata evenimentelor, o întâlnește pe mama lui, care se racăsătorise. Acesta este supărat pentru că ea îl părăsise, ajunge chiar și până în momentul când vrea să o înjunghie, dar eșuează. Mai târziu, află despre depresia acesteia și despre încercările ei de suicid prin supradoză de pastile. În al 19-lea episod, Makoto i se adresează ”mamă” în loc de ” acea femeie”.
Masayuki Nakajima(中嶋 匡幸, Nakajima Masayuki)(Vocea: Jun Fukuyama)
Transferat de curând din Tokyo la școala unde învață Makoto și Taro, acesta încearcă să se împrietenească cu ambii din interes pentru cazul răpirii.Inițial, a fost ignorat, dar apoi s-au împrietenit, încercând să afle mai multe informații despre răpire. Acesta obișnuiește să fie foarte încrezător, uneori chiar arogant și nepoliticos. Are o teamă de înălțimi de când, la fosta lui școală, persecutând un băiat, acesta a decis să se sinucidă, aruncându-se de pe acoperișul școlii. Singurul mesaj pe care l-a lăsat a fost unul pe tablă în care îl blestema pe Masayuki, făcându-l pe acesta să se mute de frică. În loc să se simtă vinovat, acesta este furios pe elevul care l-a făcut un criminal.Este foarte determinat să treacă peste frica de înălțime, încercările lui includ și statul pe marginea acoperișului școlii. Tatăl lui este un om de știință al Japan Bio-Tech, în timp ce mama lui se pare că petrece mult timp jucând jocuri video, în principal Tetris sau ceva asemănător. Dintre cei doi băieți, Masayuki pare mai atașat de Taro, vizitându-l la spital și glumind adesea cu el.
Miyako Komagusu(駒玖珠 都, Komagusu Miyako)(Vocea: Akiko Yajima)
Aceasta este o fetiță misterioasă cu abilitatea de a vedea fantome. Poate să-l vadă pe Taro în timpul O.B.E.-urilor, la fel de bine cum a simțit ca cei trei băieți au intrat în ”Lumea Nevăzută” pentru prima dată. Ea locuiește la un templu, care aparent este înconjurat de multă activitate paranormală și de obicei își ajută tatăl cu exorcizările. Pentru vârsta ei, ea se comportă mai degrabă matur, aceasta certându-i pe băieți pentru că se purtau copilăros și chiar și pe tatăl ei, când acesta bea prea mult. Mai târziu este prezentat că a fost posedată de spirite, motiv pentru care colegele de clasă o evită. Când Taro o suspectează să fie reîncarnarea surorii lui, ea se sperie, fiindcă ea încercase să se convingă că ”eu sunt eu și nimeni altcineva”.

### Personaje secundare
Takahito Komagusu(駒玖珠 孝仁, Komagusu Takahito)(Vocea: Yasunori Matsumoto)
Acesta este tatăl lui Miyako și deținătorul altarului unde locuiește ea. La Tokyo, acesta a predat la o universitate, Reika Ōtori fiind studenta lui. El este îngrijorat de sănătatea psihică a lui Miyako și le cere ajutorul și lui Hitara și lui Ōtori. El a făcut parte din unul din grupurile care au vizitat spitalul după construirea barajului. Într-un târziu, acesta este împins pe scările altarului, fiind apoi internat în spital.
Ryōya Komori(古森 良弥, Komori Ryōya)(Vocea: Fumihiko Tachiki)
Tatăl lui Taro și un faimos fabricant de sake, Ryōya se pare că a trecut mai ușor peste moartea fiicei sale decât soția. Este îngrijorat din cauza unei istalații din apropiere, știind că aceasta îi va strica afacerea din cauza deșeurilor vărsate în râu de către una din pompe.
Miki Komori(古森 美樹, Komori Miki)(Vocea: Sakiko Tamagawa)
Aceasta este mama lui Taro. Chiar dacă fiica ei a murit cu 11 ani în urmă, aceasta încă mai suferă din cauza incidentului. Ea ia medicamente pentru a o ajuta să doarmă, dar din pricina lor nu mai poate visa.
Hirata Atsushi(平田 篤司, Hirata Atsushi)(Vocea: Yoshinori Fujita)
Un psiholog de la universitate din Tokyo, care devine psihologul lui Taro. Pe întreaga durată a seriei, acesta ne familiarizează cu termenii medicali. La început acesta nu crede că O.B.E.-urile lui Taro ar fi supranaturale, dar mai târziu admite că este posibil să fie ceva supranatural. El, de asemenea, a trăit un astfel de eveniment supranatural, dar preferă să nu le spună altora.
Masato Kaibara(貝原直人, Kaibara Masato)(Vocea: Shō Hayami)
Soțul mamei lui Makoto. El este persoana care rătăcea prin Kakuriyo cu identitatea de Snark, care îl întâlnește pe Taro. Acesta se pare că a murit în timp ce mama lui Makoto a încercat să se sinucidă.
Kei Yakushi(瘧師 慧, Yakushi Kei)(Vocea: Mitsuki Saiga)
Kei este o prietenă a familiei Komori și totodată cea care ajută la fabricarea sake-ului. Se pare că aceasta este îndrăgostită de Kaibara.
Yasuhiro Nakajima(中嶋 康弘, Nakajima Yasuhiro)(Vocea: Tōru Ōkawa)
Tatăl lui Masayuki și lucrător al Japan Bio-Tech, acesta este prezentat ca având o idilă cu Reika Ōtori.
Reika Ōtori(鳳　麗華, Ōtori Reika)(Vocea: Michiko Neya)
O doctoriță neurolog, aceasta îl tratează pe Taro și îi prescrie regulat rețete mamei lui. Ea lucrează în laboratoarele Japan Bio-Tech și cu jumătate de normă ca doctoriță.
Michio Hoshino(星野　道男, Hoshino Michio)(Vocea: Shintarō Asanuma)
Coleg cu Masayuki și Makoto, acesta este persecutat până când Masayuki îi ia apărarea. De atunci el și Masayuki devin buni prieteni, acestuia fiindu-i povestite despre O.B.E.-uri, pe care ajunge să le experimenteze mai târziu. Acesta are abilitatea de a citi Kojiki.

## Anime
Ghost Hound, seria anime desfășurată pe 22 de episoade, a fost difuzată în Japonia din 18 octombrie, 2007 până pe 2 aprilie, 2008. Titlurile unor episoade conțin diverși termeni psihologici, biologici, neurologici și supranaturali.

### Episoade
| #  | Nume | Descriere | Data Difuzării    |
| -- | --- | --- | ----------------- |
|    | | |                   |
| 1  | "Lucid Dream" "Meiseki yume" (明晰夢) | Tarō Komori încearcă să găsească legătura dintre visele sale și evenimentul traumatizant petrecut în urmă cu 11 ani. | 18 octombrie 2007 |
| 2  | "E.M.D.R. Eye Movement Desensitization and Reprocessing" "Gankyū undō niyoru dakkan saku to sai shori" (眼球運動による脱感作と再処理)                                                                                 | Masayuki prezintă datele răpirii și teoriile despre conexiunea incidentului cu moartea tatălui lui Makoto. Taro începe terapia E.M.D.R., care scoate la iveală amintiri înainte ascunse. | 25 octombrie 2007 |
| 3  | "Phobia Exposure" "Kyoūfusei bakuro" (恐怖症曝露) | Masayuki îi invită pe Taro și Makoto să meargă la vechiul spital, locul unde Taro și sora lui au fost ținuți. Drumul clarifică multe lucruri despre trecuturile celor trei băieți. | 1 noiembrie 2007  |
| 4  | "Altered States of Consciousness" "Hensei ishiki" (変成意識) | Cei trei continuă să exploreze spitalul, iar, la sfârșit, descoperă ceva foarte anormal în legătură cu acesta. | 8 noiembrie 2007  |
| 5  | "O.B.E. Out of Body Experience" "Taigairidatsu taiken" (体外離脱体験) | Băieții învață mai multe despre proiecțiile astrale și Lumea Nevăzută de la Makoto, datorită cunoștințelor acestuia provenite din grupul religios al familiei sale.Părinții lui Taro vorbesc cu Hirata, psihologul lui Taro, iar cei trei băieți se reîntâlnesc în Lumea Nevăzută.                                                                          | 15 noiembrie 2007 |
| 6  | "Brain Homunculus" "Nō no naka no homonculus" (脳の中のホムンクルス) | Makoto se uită prin biroul tatălui său și își amintește mai multe despre trecut. | 22 noiembrie 2007 |
| 7  | "L.T.P. Long Term Potentiation" "Shina busu kairo o henka sa se, sore o iji suru nōryoku = ningen no nō ni oke ru chōki kioku no shōtai" (シナブス回路を変化させ、それを維持する能力＝人間の脳に於ける長期記憶の正体) | Taro este spitalizat după ce s-a luvit cu capul de scări. Acesta este vizitat de Masayuki, iar aceștia primesc informații suplimentare de la Hirata și Reika. | 29 noiembrie 2007 |
| 8  | "Revolution of Limbic System" (脳の扁桃体を中心とする記憶・情動を司る大脳辺縁系――その革命) | Hirata discută despre potențialele cauze ale pierderii memoriei lui Taro. Taro descoperă spiritul unui animal dispărut, iar Hirata suferă prima lui întâmplare supranaturală. | 6 decembrie 2007  |
| 9  | "Existential Ghosts" (実存主義的なる神霊) | Patru tineri sunt atacați de o fantomă lângă clădirea abandonată unde răpitorul a fost călcat de o mașină și omorât.Mai tărziu, cei trei băieți investighează zona în forma lor de O.B.E., iar spiritul îi observă. | 13 decembrie 2007 |
| 10 | "Affordance／T.F.T.－Thought Field Therapy－" (アフォーダンス【環境が生物に提供するもの】/思考場治療法) | Masayuki îl ajută pe Michio care era persecutat. Mai târziu îi povestește și acestuia de O.B.E. Masayuki și Taro încep să pună întrebări despre munte. Între timp, Makoto descoperă că se poate transforma. | 20 decembrie 2007 |
| 11 | "Syntax Error" (論理的統辞論に於ける過ち／プログラム・バグ) | Un cadavru a fost găsit plutind lângă baraj, iar cei trei băieți află despre brimul grup de elevi de liceu care au mers să exploreze spitalul. | 10 ianuarie 2008  |
| 12 | "Homeostasis Synchronization" (恒常性維持機能同調効果) | Tatăl lui Miyako sună școala la care învăța aceasta. Mai târziu, se consultă cu Hirata, care consideră că zona aceea era de vină pentru fenomenele supranaturale. În acest timp, Taro o vede pe Miyako fiind posedată. | 24 ianuarie 2008  |
| 13 | "For the Snark was a Boojum, you see." "Sou, sono sunaaku wa buujam datta" (そう、そのスナークはブージャムだった) | Taro are un O.B.E. lung în care o vizitează pe Miyako și îl întâlnește pe Snark în Lumea Nevăzută. Mai târziu, se duce cu Masayuki, Makoto și Michio acasă la ea, dar când îi menționează tatălui ei că Miyako a fost posedată, acesta se sperie și îi roagă să plece.                                                                                      | 31 ianuarie 2008  |
| 14 | "Emergence Matrix" (創発基盤) | Miyako este dusă la Hirata pentru terapie și este din nou posedată. Pe drum spre altar, cei patru băieți se întâlnesc cu ajutorul bunicii lui Makoto, care o apucă pe Miyako și îi spune că este următoarea miko. Miyako intră din nou în transă și Makoto se înfurie, blestemându-și bunica. Acesta pleacă înapoi acasă și o găsește pe bunica lui moartă. | 7 februarie 2008  |
| 15 | "Toward an Abandoned City" (廃市へ) | Makoto și taro se duc în orașul Kurata din diferite scopuri. Se duc să o viziteze pe Kei pentru a-și cere scuze că au dat peste cap procesul de fabricare al sake-ului. | 14 februarie 2008 |
| 16 | "Hopeful Monster" (希望的な怪物) | În Kurata, Makoto și Taro o întâlnesc pe mama lui Makoto, iar Makoto eșuează în a o omorî. Taro îl recunoaște pe iubitul mamei lui Makoto, Masato, ca fiind Snark. Între timp, Masayuki descoperă spiritele din laboratoarele Bio-Tech. Îl vede pe tatăl lui discutând cu Reika despre munca sa, dar apoi este atacat de un spirit.                         | 21 februarie 2008 |
| 17 | "Implicate Order" (内在秩序) | Saruta, observă că spiritele sunt speriate de ceva și se duce să-l prevină pe preotul de la altar că există oameni pe urmele puterilor lui Miyako. Taro îi spune lui Miyako că acesta crede că ea este reîncarnarea surorii lui, fapt care o indispune pe fată.                                                                                             | 28 februarie 2008 |
| 18 | "Holographic Paradigm" (水辺の量子重力理論) | Miyako își găsește tatăl sângerând pe treptele altarului. Adevărurile despre moartea tatălui lui Makoto și răpirea lui Taro sunt scoase la lumină. | 6 martie 2008     |
| 19 | "Negentropy" (可塑性時間) | Makoto își salvează mama din incendiu, dar iubitul ei, Masato, moare. Aceasta se trezește din comă , dar cu o pierdere de memorie. Kei prezintă cât de mult îl iubea pe Masato, iar Makoto se împacă cu mama lui. | 13 martie 2008    |
| 20 | "Shaman's District" "Shaaman no Ryuoiki" (シャーマンの領域) | Grupul religios Ogami începe să aibă grijă de Miyako. Taro se duce în Lumea Nevăzută unde îl întâlnește pe tatăl lui Miyako. | 20 martie 2008    |
| 21 | "Stochastic Resonance" "確率共鳴" (Kakuritsu kyuomei) | Makoto stă acasă la Taro. Tatăl lui Miyako se trezește. Hirata și Reika se întâlnesc cu cei patru copii. | 27 martie 2008    |
| 22 | "Passage" | Masayuki și Makoto concep un plan pentru a-i permite lui Taro să intre în altarul unde era ținută Miyako. Numai femeile și fetele aveau voie în altar, așa că băieții planifică să-l îmbrace pe Taro ca pe o fată pentru a o putea salva pe Miyako. | 2 aprilie 2008    |